# Finska forstföreningen
Finska forstföreningen (finska: Suomen metsäyhdistys), är en finländsk intresseorganisation för skogsbruket, skogsindustrin och skogligt engagerade myndighetsorgan .
Föreningen, som grundades 1877 och har sitt säte i Helsingfors, har till syfte att främja en allsidig utveckling inom skogssektorn och skapa en mångsidig bild av dess betydelse och verksamhetspremisser. Föreningens synligaste aktiviteter utgörs av de årliga skogsdagarna och den nationella skogskunskapstävlingen Skogsnöten för högstadieelever, som har hållits sedan 1982. Sedan 1996 arrangerar föreningen även Skogsforum för beslutsfattare, ett diskussionsforum i kursform om skogliga frågor. Till föreningen hörde 2009 64 medlemsorganisationer. Föreningen utger tidskriften Lehtikuusi.